# Psicobiologia
La psicobiologia o biopsicologia, també coneguda com a neurologia del comportament, és l'aplicació dels principis de la biologia a l'estudi del comportament dels animals, inclosos els humans. Considera que els animals capaços de percebre i aprendre són: a) els mamífers (incloent-hi l'ésser humà) i b) les aus. Es considera predominantment una ciència biològica i secundàriament una ciència social, i es basa en el materialisme com a filosofia.
Els objectius de la psicobiologia incorporen els objectius del conductisme i va més enllà. La psicobiologia no es limita a descriure la conducta, sinó que la intenta explicar en termes neurobiològics. La finalitat última de la psicobiologia és la construcció de teories tant generals com específiques, capaces d'explicar i predir fets conductuals i mentals en termes biològics .
La psicobiologia utilitza els mètodes de la neurociència, el conductisme i la psicofisiologia. Utilitza plenament el mètode científic, a causa que vigila i altera els processos mentals, ja que els considera processos cerebrals. Utilitza per complet el mètode experimental, que empra en l'actualitat una enorme varietat de tècniques precises i sofisticades.